# Teglatfalassar III

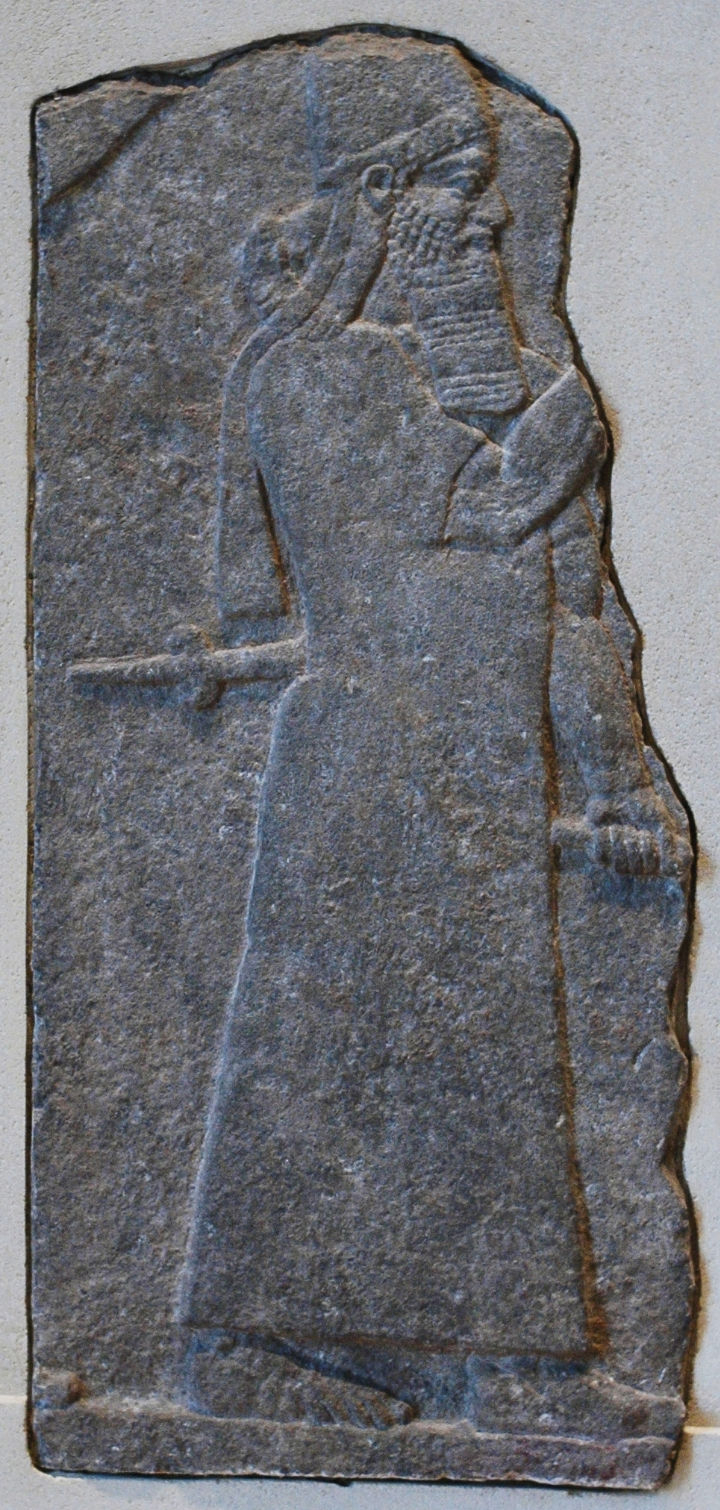
Teglatfalassar III

Teglatfalassar III, també anomenat Tiglat-Pilèsser III (en accadi: 𒆪𒋾𒀀𒂍𒈗𒊏 «Tukultī-Apil Ešarra»: La meva confiança és en el fill d'Esharra), va ser rei d'Assíria des del 2 de maig del 745 aC al 727 aC. La seva relació amb el rei anterior Aixurnirari V és incerta. Podria ser el seu fill, el seu germà o un usurpador (un cap militar o tartan) proclamat per aquells que s'havien aixecat un o dos anys abans. Encara que la Llista dels reis d'Assíria el fa fill d'Adadnirari III els erudits pensen que va ser general i governador de Kalhu, i el seu nom era Pulu. Se sap que va pujar al tron al mig de la guerra civil el 13 Ayaru de 745 aC, en el que podria ser un cop d'estat per posar fi a l'anarquia, i on es va exterminar a la família reial. El nom adoptat seria per recordar al gran conqueridor Teglatfalassar I. Els experts detecten el seu origen com usurpador perquè en cap inscripció no esmenta els seus ancestres com era costum entre els reis assiris i es limita a parlar "dels reis, els meus pares" sense cap nom ni títol.

### Babilònia

Assíria vers el 745 a 727 aC